# Togg
Togg er et tyrkisk selskab, der fremstiller elbiler. Fem store tyrkiske virksomheder har andel i TOGG: Anadolu Group (19 %), BMC (19 %), Kök Group (19 %), Turkcell (19 %), Zorlu Holding (19 %) og TOBB (5 %). Det blev stiftet i 2018 og har hjemsted i Gebze.
I slutningen af 2010'erne opfordrede den tyrkiske præsident Recep Tayyip Erdoğan til skabelsen af et nyt nationalt personbilmærke. Som et resultat blev den planlagte lancering af Togg-mærket annonceret i november 2017.
Den 27. december 2019 fandt den officielle præsentation af de to første Togg-biler sted i selskabets hovedkvarter i Gebze. En kompakt elektrisk SUV og en kompakt sedan, også elektrisk, blev afsløret ved begivenheden.
Selskabet meddelte, at bilen, som blev designet i 2019 af det italienske studie Pininfarina, vil komme til salg i 2023.